# Akkesiphycaceae
Famille
Les Akkesiphycaceae sont une famille d’algues brunes de l’ordre des Laminariales.

## Étymologie
Le nom vient du genre type Akkesiphycus, dérivé de Akkeshi Station (en), station marine japonaise près de laquelle l'algue a été découverte, et du grec φυκυσ / fýkos, « algue ; plante marine »,.

## Liste des genres
Selon AlgaeBase (23 août 2017) et World Register of Marine Species (23 août 2017) :
- Akkesiphycus Yamada & Tak.Tanaka, 1944